# Vlag van oblast Samara
De vlag van oblast Samara is in gebruik sinds 22 september 1998. De vlag bestaat uit drie gelijke horizontale banen van rood, wit en blauw met het wapen van oblast Samara in het midden, meer dan de helft van de breedte van de vlag hoog. Rood staat voor moed, durf, grootmoedigheid en liefde. Wit symboliseert adel en openhartigheid. Blauw wordt geassocieerd met trouw, eerlijkheid, onberispelijkheid en kuisheid. Het belangrijkste symbool in het wapen is een witte bok op een lichtblauw veld, dat onwrikbare kracht en de eervolle kwaliteit van leiderschap symboliseert. De strepen op de vlag doen denken aan de "Samara-vlag", een vlag die door de inwoners van Samara werd geschonken aan Bulgaarse vrijwilligers tijdens de Russisch-Turkse Oorlog (1877-1878). Tijdens de Slag om Stara Zagora voorkwamen de Bulgaren op heldhaftige wijze dat de Ottomanen het vaandel veroverden.